# Round the Back of the Arches
Round the Back of the Arches är en sång skriven av Desmond O'Connor och Kennedy Russell. Med text på svenska av Hans Alfredson och Tage Danielsson spelades den in som Öl 1970 till 88-öresrevyn.

### Fotnoter
1. ↑  Joakim Tegblom. ”Låtar du trodde var svenska”. Arkiverad från originalet den 26 oktober 2013. https://web.archive.org/web/20131026075436/http://gotiskaklubben.wordpress.com/2013/09/22/latar-du-trodde-var-svenska/. Läst 19 juni 2014.